# Raymond Lyttleton
Raymond Arthur Lyttleton FRS va ser un matemàtric i astrònom teòric britànic.
El 1933, a Cambridge, es va graduar en matemàtica. Va ser lector d'Astronomia Teòrica des de 1959 fins 1969.
Va rebre la Royal Medal, per part de la Royal Society, el 1965 "En reconeixement de les seves distingides contribucions en astronomia, particularment pel seu treball en l'estabilitat dinàmica de les galàxies."
Va escriure nombrosos llibres: The Comets and Their Origin (1953), The Stability of Rotating Liquid Masses (1953), The Modern Universe {1956},  Rival Theories of Cosmology {1960},  Man's View of the Universe (1961), Mysteries of the Solar System (1968),  The Earth and its Mountains (1982), The Gold Effect (1990). L'any 1956, va presentar la sèrie de televisió de la B.B.C. titulada "The Modern Universe"